# Cryptelytrops erythrurus
Cryptelytrops erythrurus este o specie de șerpi din genul Cryptelytrops, familia Viperidae, descrisă de Cantor 1839. A fost clasificată de IUCN ca specie cu risc scăzut. Conform Catalogue of Life specia Cryptelytrops erythrurus nu are subspecii cunoscute.